# Joel Grey
Joel Grey (Cleveland, 11 de abril de 1932) é um ator de teatro e cinema, cantor e dançarino americano, mais conhecido pelo seu papel como Mestre de Cerimônias tanto no teatro quanto na adaptação cinematográfica do musical de Kander e Ebb, Cabaret. Ele ganhou o Oscar, Tony, Globo de Ouro e o BAFTA.

## Vida
Grey nasceu Joel David Katz em Cleveland, Ohio, filho de Grace e Mickey Katz, um ator, comediante e músico. Começou sua carreira como ator infantil no Cleveland Play House.

## Carreira
Joel originou o papel de Mestre de Cerimônias no musical da Broadway Cabaret em 1966, pelo qual ganhou um Tony. Outros espetáculos da Broadway inclui Come Blow Your Horn de 1961, Stop the World - I Want to Get Off de 1962, Half a Sixpence de 1965, Goodtime Charley de 1975, The Grand Tour de 1979, Chicago de 1996, e Wicked de 2003. Em novembro de 1995 ele atuou como o Mágico em  The Wizard of Oz in Concert: Dreams Come True um concerto teatral de uma história popular, no Lincoln Center em benefício do Children's Defense Fund. O show foi transmitido pela TNT em novembro de 1995 e lançado em CD e vídeo em 1996.

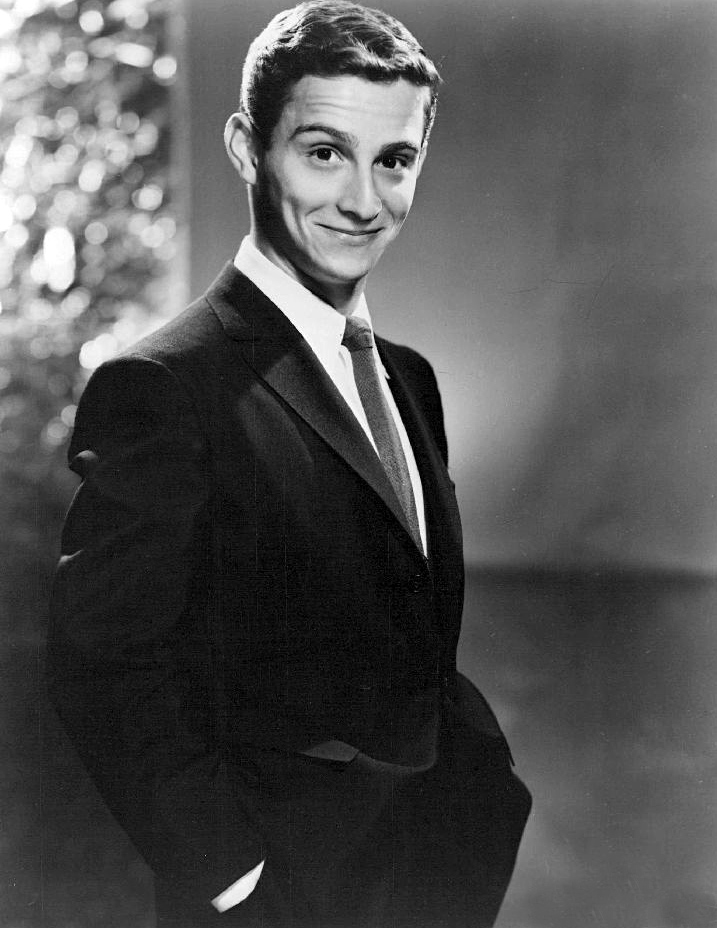
Grey em 1955

Grey ganhou um Oscar de melhor ator coadjuvante em 1973 pela sua performance como Mestre de Cerimônias na adaptação cinematográfica de Cabaret. Essa vitória faz parte da sequência vitoriosa de Cabaret que viu Liza Minelli ganhando o Oscar de melhor atriz e Bob Fosse ganhando o Oscar de melhor diretor, no entanto perdeu o Oscar de melhor filme para The Godfather. Joel ficou à frente de Al Pacino para melhor ator coadjuvante enquanto Fosse ganhou de Francis Ford Coppola o de melhor diretor. Por esse papel, Grey também ganhou o BAFTA de "Revelação para papéis principais em cinema" e um Tony Award seis anos antes, fazendo dele uma das oito pessoas que ganharam tanto um Tony quanto um Oscar para um mesmo papel.
Atuou no The Muny em St. Louis, Missouri em papéis como George M. Cohan em George M!, em 1970 e 1992, o Emcee em Cabaret, em 1971, e Joey Evans em Pal Joey, em 1983.
Joel apareceu como um apresentador de televisão no game show "What's My Line?" na temporada de 1967, bem como o primeiro convidado misterioso durante a temporada de 1968. Foi o artista convidado no terceiro episódio de The Muppet Show na sua primeira temporada de 1976, cantando "Razzle Dazzle" de Chicago e "Willkommen" de Cabaret.[carece de fontes?] Também atuou como Chiun, Mestre de Sinanju[A], idoso mestre em arte marcial coreana de Remo, no filme Remo Williams: The Adventure Begins, de 1985, um papel que lhe valeu uma indicação ao Saturn Awards e uma segunda indicação ao Prêmios Globo de Ouro em "Melhor ator coadjuvante". Em 1991, ele interpretou Adam, um diabo, no episódio final da série de televisão Dallas. Em 1993, ele recebeu uma nominação do Emmy de "Ator convidado em série de comédia" por seu papel como Jacob Prossman na série de televisão Brooklyn Bridge. Em 1995, ele fez uma participação especial em Star Trek: Voyager como um velho rebelde que procura libertar sua (falecida) esposa da prisão.
Em 2000, Grey interpretou Oldrich Novy no filme Dancer in the Dark e teve papéis recorrentes na televisão em Buffy the Vampire Slayer (como DOC, em 2001), Oz (como Lemuel Idzik, em 2003) e Alias (como "Outro Sr. Sloane", em 2005). Ele era um ex-presidiário em liberdade condicional rico em Law & Order: Criminal Intent (episódio "Cuba Libre", em 2003). Ele também apareceu nas séries House, M.D. e Brothers & Sisters, ambas em 2007, em relação ao último ele atuou no papel de Dr. Bar-Shalom, conselheiro matrimonial de Sarah e Joe. Ele apareceu como professor de ensino médio de Izzie, que necessita de tratamento de demência em Grey's Anatomy, em 2009.

## Vida pessoal
Em 1958 ele se casou com Jo Wilder; se divorciaram em 1982. Grey é pai da também atriz  Jennifer Grey, estrela de Dirty Dancing e de James, um chefe de cozinha.
Joel também é fotógrafo. Seu primeiro livro de fotografias, Pictures I Had to Take, publicado em 2003; seguido por Looking Hard at Unexpected Things, lançado no segundo semestre de 2006. Seu terceiro livro, 1.3 – Images from My Phone, é também um livro de fotografia, mas tiradas com sua câmera do celular, publicado em 2 de junho de 2009 (Powerhouse Books).
Em janeiro de 2015, Grey abriu o jogo sobre sua sexualidade em uma entrevista para a People, afirmando: "Eu não gosto de rótulos, mas se você tem que colocar um rótulo, eu sou um homem gay".

## Trabalhos

### Teatro
(Fonte:)
| Ano  | Nome                               | Papel                | Nota                                             |
| ---- | ---------------------------------- | -------------------- | ------------------------------------------------ |
| 1951 | Borscht Capades                    |                      | creditado como Joel Kaye                         |
| 1961 | Come Blow Your Horn                | Buddy Baker          | Substituto                                       |
| 1962 | Stop the World - I Want to Get Off | Littlechap           | Substituto                                       |
| 1965 | Half a Sixpence                    | Arthur Kipps         | Substituto                                       |
| 1966 | Cabaret                            | Mestre de cerimônias | Tony Award de Melhor ator coadjuvante em musical |
| 1969 | George M!                          | George M. Cohan      | Nominado: Tony Award de Melhor ator em musical   |
| 1975 | Goodtime Charley                   | Charley              | Nominado: Tony Award de Melhor ator em musical   |
| 1979 | The Grand Tour                     | S. L. Jacobowsky     | Nominado: Tony Award de Melhor ator em musical   |
| 1987 | Cabaret                            | Mestre de cerimônias | Nova montagem                                    |
| 1996 | Chicago                            | Amos Hart            |                                                  |
| 2003 | Wicked                             | The Wizard of Oz     | elenco original da Broadway                      |

### Cinema
| Ano  | Nome                                                           | Papel                             | Nota                                                       |
| ---- | -------------------------------------------------------------- | --------------------------------- | ---------------------------------------------------------- |
| 1952 | About Face                                                     | Bender                            |                                                            |
| 1957 | Calypso Heat Wave                                              | Alex Nash                         |                                                            |
| 1961 | Come September                                                 | Beagle                            |                                                            |
| 1972 | Cabaret                                                        | Mestre de Cerimônias              | Oscar de melhor ator coadjuvante BAFTA Golden Globe Awards |
| 1974 | Man on a Swing                                                 | Franklin Wills                    |                                                            |
| 1976 | The Seven-Per-Cent Solution                                    | Lowenstein                        |                                                            |
| 1976 | Buffalo Bill and the Indians, or Sitting Bull's History Lesson | Nate Salisbury (Parceiro de Cody) |                                                            |
| 1985 | Remo Williams: The Adventure Begins                            | Chiun                             | Nominado: Prêmios Globo de Ouro                            |
| 1991 | Kafka                                                          | Burgel                            |                                                            |
| 1993 | The Music of Chance                                            | Willy Stone                       |                                                            |
| 1994 | The Dangerous                                                  | Flea                              |                                                            |
| 1995 | Venus Rising                                                   | Jimmie                            |                                                            |
| 1996 | The Empty Mirror                                               | Joseph Goebbels                   |                                                            |
| 1996 | My Friend Joe                                                  | Simon                             |                                                            |
| 1999 | A Christmas Carol                                              | Fantasma do Natal passado         |                                                            |
| 2000 | The Fantasticks                                                | Amos Babcock Bellamy              |                                                            |
| 2001 | Dancer in the Dark                                             | Oldrich Novy                      |                                                            |
| 2001 | Reaching Normal                                                | Dr. Mensley                       |                                                            |
| 2008 | Choke                                                          | Phil                              |                                                            |

### Televisão
| Ano       | Nome                                                          | Papel                 |
| --------- | ------------------------------------------------------------- | --------------------- |
| 1956      | Producers' Showcase                                           |                       |
| 1957      | Telephone Time                                                |                       |
| 1957      | December Bride                                                |                       |
| 1958      | Court of Last Resort                                          |                       |
| 1958      | Little Women (especial)                                       |                       |
| 1959      | Maverick                                                      | Billy the Kid         |
| 1960      | Bronco                                                        |                       |
| 1960      | The Ann Sothern Show                                          |                       |
| 1960-1961 | Lawman                                                        |                       |
| 1961      | Yes, Yes Nanette                                              |                       |
| 1961      | 77 Sunset Strip                                               |                       |
| 1966      | My Lucky Penny (piloto)                                       |                       |
| 1971      | Ironside                                                      |                       |
| 1972      | Night Gallery                                                 |                       |
| 1972      | Man on a String (telefilme)                                   |                       |
| 1974      | 'Twas the Night Before Christmas (especial)                   | Narrador              |
| 1976      | The Muppet Show                                               | ele mesmo / Convidado |
| 1981      | Paddington Bear                                               | Apresentador          |
| 1982      | Alice                                                         |                       |
| 1982      | The Yeomen of the Guard (especial - Brent Walker productions) | Jack Point            |
| 1987      | Queenie (tele-filme)                                          |                       |
| 1991      | Dallas                                                        | Adam / Diabo          |
| 1996      | Star Trek: Voyager                                            | Caylem                |
| 1999      | The Outer Limits: Essence of Life                             | Dr. Neil Seward       |
| 2000      | The Outer Limits: Simon Says                                  | Gideon Banks          |
| 2000      | Buffy the Vampire Slayer                                      | Doc                   |
| 2003      | Oz                                                            | Lemuel Idzik          |
| 2003      | Law & Order: Criminal Intent                                  | Milton Winters        |
| 2005      | Alias                                                         | Outro Mr. Sloane      |
| 2006      | House, M.D.                                                   | Ezra Powell           |
| 2009      | Private Practice                                              | Dr. Alexander Ball    |
| 2009      | Grey's Anatomy                                                | Dr. Singer            |

## Nota
A Arte marcial fictícia da série de livros The Destroyer, de Warren Murphy.